# Wall (Unternehmen)

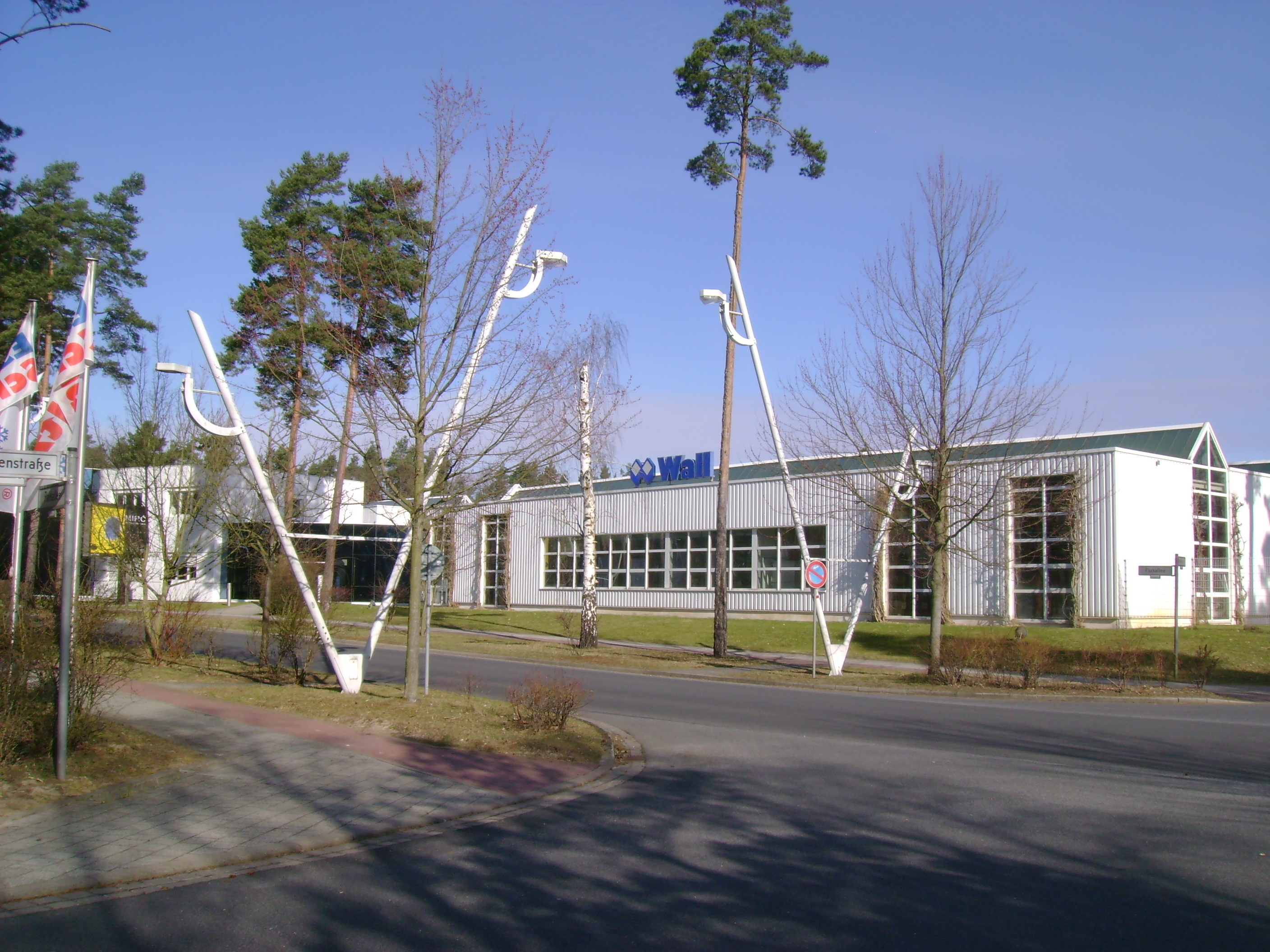
Wall Produktionswerk im Businesspark Velten

Die Wall GmbH ist ein deutsches Unternehmen mit Sitz in Berlin, das sich auf die Entwicklung und Produktion von Stadtmöbeln und die Vermarktung analoger und digitaler Werbeflächen spezialisiert hat. Der Stadtmöblierer und Außenwerber ist ausschließlich in Deutschland vertreten. Seit 2009 ist das Unternehmen Teil der JCDecaux-Gruppe.
Die Wall GmbH bietet Städten im Rahmen von Stadtverträgen individuell konzipierte Stadtmöbel an, die sie kostenfrei installiert, reinigt und wartet. Das Unternehmen refinanziert die kostenfreien Produkte und Dienstleistungen über die Vermarktung der in die Stadtmöbel integrierten Werbeflächen. Darüber hinaus werden die Städte an den Einnahmen der Außenwerbung beteiligt.

## Geschichte
Hans Wall gründete 1976 in Ettlingen die Wall Verkehrsanlagen GmbH, ein Unternehmen zur Fertigung von Stadtmöbeln und baulichen Werbeträgern. Nach gewonnener internationaler Ausschreibung über 1000 Wartehallen mit beleuchteter Plakatwerbung in West-Berlin wurde der Unternehmenssitz 1984 dorthin verlegt. Wall führte die Vermarktung des City Light Posters (CLP) in Deutschlands größter Stadt ein. Im Jahr 1991 wurde die erste City-Toilette in Berlin-Friedrichshain aufgestellt. Sie ist barrierefrei und braucht relativ wenig Platz. 1994 nahm das unternehmenseigene Produktionswerk in Velten bei Berlin den Betrieb auf, das bis Ende 2022 bestand. In dem 10.000 m² großen Werk inklusive Produktepark wurden seitdem Stadtmöblierungsprodukte und Werbeträger vom Prototyp bis zur Serienreife entwickelt. Seit der Umwandlung in eine Aktiengesellschaft im Jahr 1999 bestand die deutsche Wall AG in dieser Form.

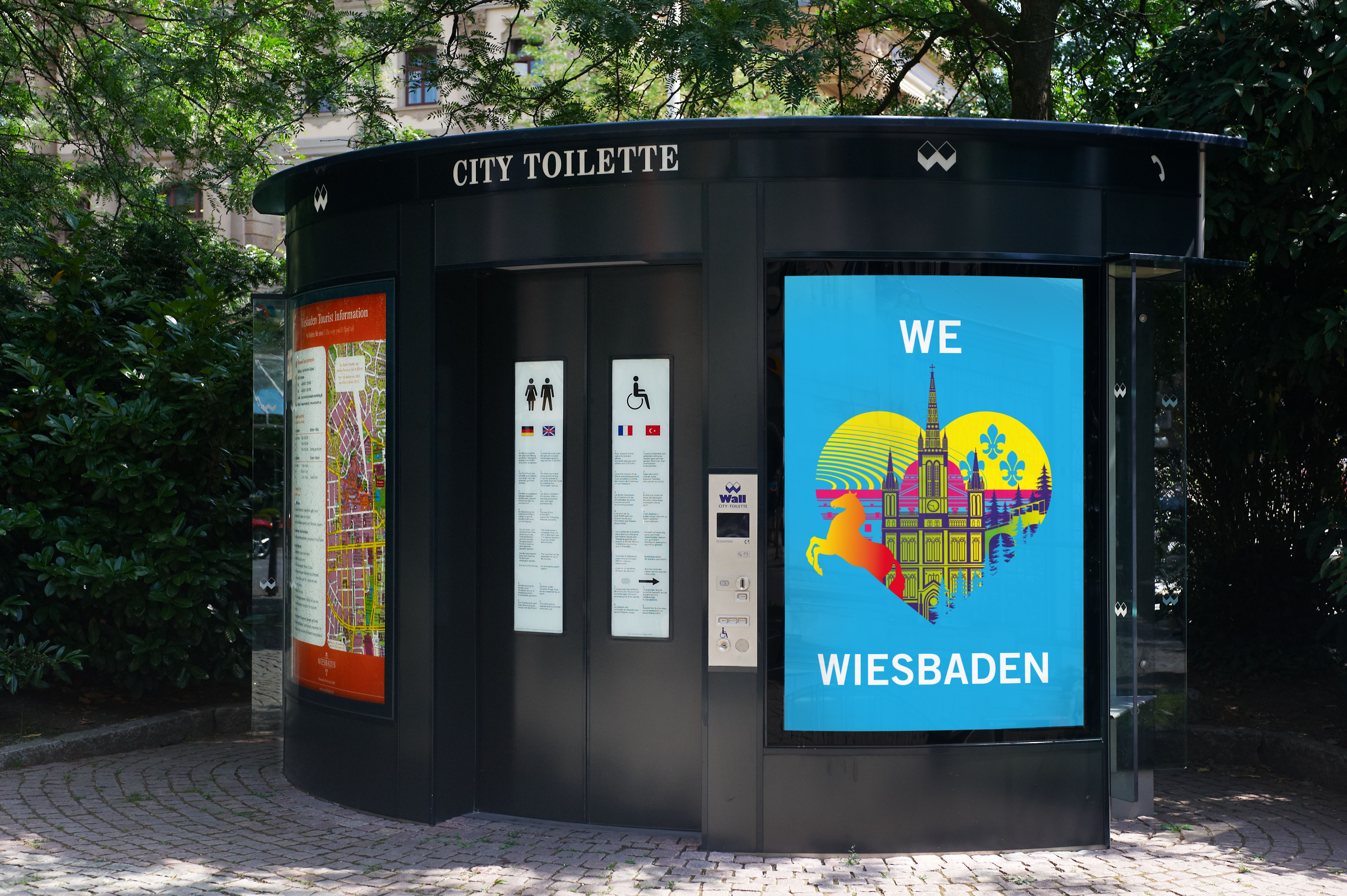
Barrierefreie City-Toilette von Wall in Wiesbaden im Design „Streetline“, die zugleich über eine vollautomatische Reinigung verfügt.

Als im Sommer 2006 der Berliner Senat die VVR Berek, eine im gleichen Marktsegment tätige Tochtergesellschaft der landeseigenen Berliner Verkehrsbetriebe (BVG), privatisieren wollte, bot die Wall AG im Rahmen einer Ausschreibung 83 Millionen Euro für die Übernahme des Unternehmens. Der französische Werbekonzern JCDecaux, der 2001 der Landesbank Berlin einen Anteil von 11,5 % abkaufte und inzwischen sogar zu 35 % an der Wall AG beteiligt war, bot dagegen 103 Millionen und erhielt letztlich den Zuschlag. Hans Wall kündigte daraufhin am 23. August 2006 den Umzug des Unternehmens nach Hamburg an, weil er sich nach eigenen Worten „vom Berliner Senat im Stich gelassen“ gefühlt habe und mit der Wirtschaftspolitik des Senats unter Klaus Wowereit unzufrieden sei. Seiner Ansicht nach dürfe bei einer Ausschreibung nicht allein der Kaufpreis entscheiden, sondern auch die Frage, ob Arbeitsplätze, Innovationsleistungen und Engagement für den lokalen Standort eine Rolle spielen würden. Nachdem sowohl der Regierende Bürgermeister von Berlin, Klaus Wowereit, als auch der brandenburgische Ministerpräsident Matthias Platzeck mit Hans Wall zunächst telefonisch Kontakt aufnahmen, erklärte dieser nach einem persönlichen Treffen mit Platzeck am 25. August 2006, die Umzugspläne wieder verworfen zu haben und weiterhin an den Standorten Berlin und Velten festhalten zu wollen.
Aus diesem Prozess ging 2008 das Tochterunternehmen Die Draussenwerber GmbH hervor, das für die Vermarktung der lokalen Werbemedien der Wall AG in der Hauptstadt verantwortlich ist.
Hans Wall verkaufte 2009 seine kompletten Unternehmensanteile an der Wall AG an den französischen Konzern JCDecaux SA. Das Unternehmen mit Firmensitz in Paris wurde somit zum Mehrheitseigentümer der Wall AG. Der Vollzug des Erwerbs wurde am 15. Dezember 2009 vom Bundeskartellamt freigegeben. Der Vorstandsvorsitzende Daniel Wall blieb mit 9,9 % weiterhin Mitgesellschafter der Wall AG und führte die Geschäfte des Unternehmens in Deutschland und der Türkei.
Aus dem Einstieg von JCDecaux bei der Wall AG resultierte 2010 die Gründung der Vertriebsmarke WallDecaux unter der das gesamte Portfolio der bei den Unternehmen Wall AG und JCDecaux Deutschland GmbH gebündelt und vermarktet wurde. Die Marke WallDecaux besteht bis heute unter dem Namen WallDecaux Premium Out of Home weiter und vereint alle Vertriebsaktivitäten der Wall GmbH im deutschen Markt.
Zum Ende des Jahres 2015 verließ Daniel Wall das Unternehmen und verkaufte seine Firmenanteile ebenfalls an JCDecaux. In der folgenden Umstrukturierung wurden die Wall AG und die JCDecaux Deutschland GmbH unter dem Namen Wall unter der Führung von Daniel Hofer zusammengelegt. Das restrukturierte Unternehmen firmiert seit dem 15. Juli 2016 als Wall GmbH. Die Geschäftsführung besteht aus Patrick Möller, Andreas Prasse und Andreas Scholz.